# St. Peter und Paul (Ebermergen)

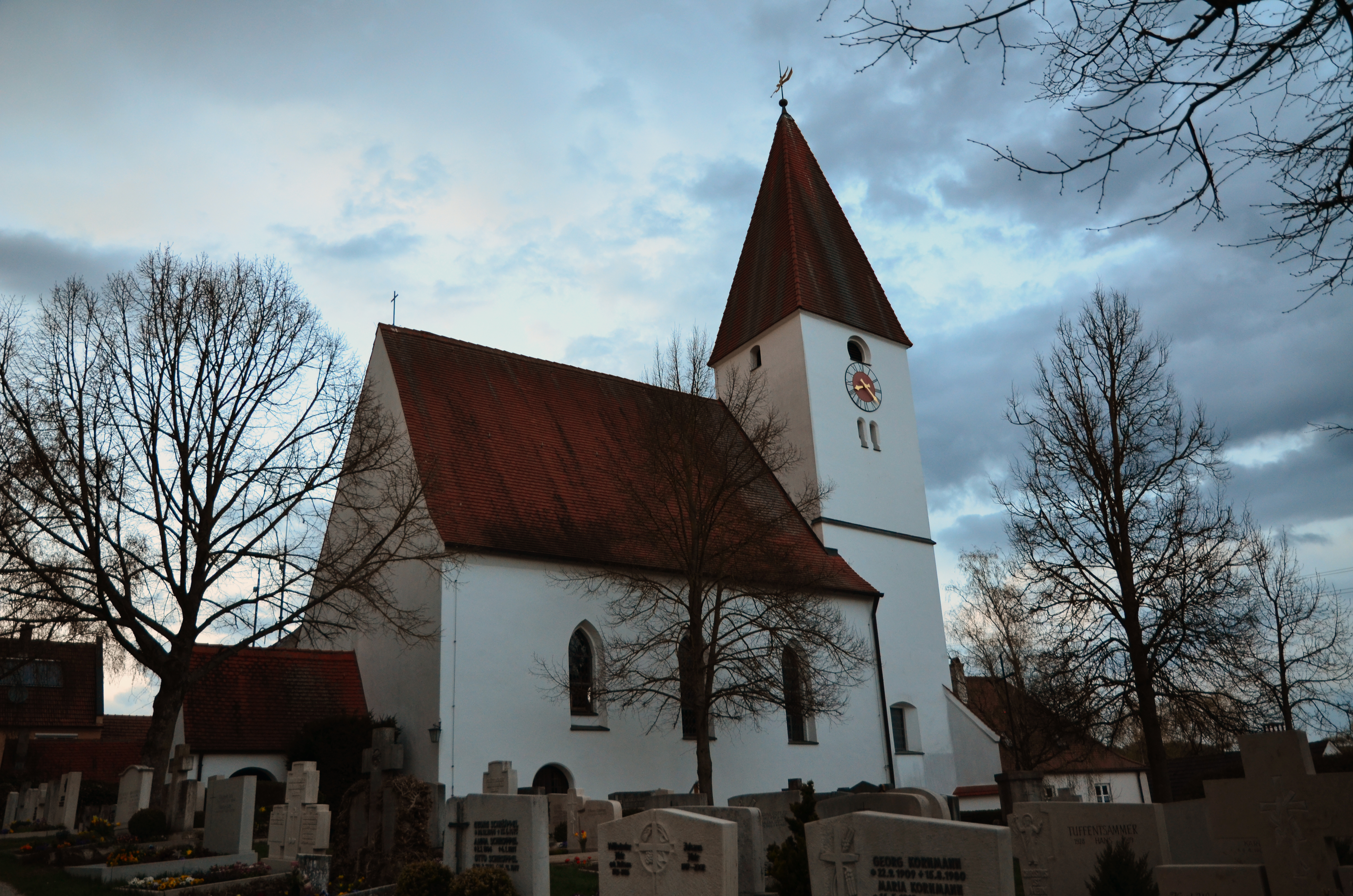
St. Peter und Paul in Ebermergen

Die evangelisch-lutherische Pfarrkirche St. Peter und Paul steht in Ebermergen, einem Stadtteil von Harburg im Landkreis Donau-Ries im Regierungsbezirk Schwaben in Bayern. Das Bauwerk ist in der Liste der Baudenkmäler in Harburg (Schwaben) als Baudenkmal unter der Nr. D-7-79-155-44 eingetragen. Die Kirchengemeinde gehört zum Dekanat Donau-Ries des Kirchenkreises Augsburg der Evangelisch-Lutherischen Kirche in Bayern.

## Beschreibung
Der im Kern gotische Chorturm auf quadratischem Grundriss, wurde Ende des 17. Jahrhunderts mit einem Geschoss aufgestockt, beherbergt die Turmuhr und den Glockenstuhl. Darauf sitzt ein hohes Pyramidendach. Er ist aus der Längsachse des Langhauses nach Süden verschoben, nachdem das Langhaus Ende des 17. Jahrhunderts nach Norden erweitert wurde. Der eingezogene, dreiseitig geschlossene Chor im Westen des Langhauses steht in der Achse. Der Innenraum des Langhauses ist mit einer Flachdecke überspannt, der des Chors mit einem Kreuzgratgewölbe.